# Наяк (Нью-Йорк)
Наяк (англ. Nyack) — селище (англ. village) в США, в окрузі Рокленд штату Нью-Йорк. Населення — 7265 осіб (2020).

## Географія
Наяк розташований за координатами 41°5′23″ пн. ш. 73°54′54″ зх. д. / 41.08972° пн. ш. 73.91500° зх. д. (41.089847, -73.914980).  За даними Бюро перепису населення США в 2010 році селище мало площу 4,16 км², з яких 1,99 км² — суходіл та 2,17 км² — водойми.

## Демографія
Згідно з переписом 2010 року, у селищі мешкало 6765 осіб у 3303 домогосподарствах у складі 1421 родини. Густота населення становила 1625 осіб/км².  Було 3525 помешкань (847/км²).
Расовий склад населення:
| - 63,3 % — білих - 24,0 % — чорних або афроамериканців - 4,0 % — азіатів - 0,4 % — корінних американців - 5,6 % — осіб інших рас |

До двох чи більше рас належало 2,8 %. Частка іспаномовних становила 13,9 % від усіх жителів.
За віковим діапазоном населення розподілялося таким чином: 17,7 % — особи молодші 18 років, 66,7 % — особи у віці 18—64 років, 15,6 % — особи у віці 65 років та старші. Медіана віку мешканця становила 40,9 року. На 100 осіб жіночої статі у селищі припадало 86,3 чоловіків;  на 100 жінок у віці від 18 років та старших — 83,7 чоловіків також старших 18 років.
Середній дохід на одне домашнє господарство  становив 83 986 доларів США (медіана — 64 464), а середній дохід на одну сім'ю — 100 080 доларів (медіана — 78 125). Медіана доходів становила 75 276 доларів для чоловіків та 58 068 доларів для жінок. За межею бідності перебувало 17,6 % осіб, у тому числі 40,9 % дітей у віці до 18 років та 7,9 % осіб у віці 65 років та старших.
Цивільне працевлаштоване населення становило 3544 особи. Основні галузі зайнятості: освіта, охорона здоров'я та соціальна допомога — 33,1 %, науковці, спеціалісти, менеджери — 12,0 %, мистецтво, розваги та відпочинок — 10,8 %, роздрібна торгівля — 10,7 %.